# Christliche Volkspartei des Saarlandes
Die Christliche Volkspartei des Saarlandes, abgekürzt CVP, war eine christdemokratische Partei, die in den Jahren von 1946 bis 1956 im damals autonomen Saarland und bis 1959 im gleichnamigen Bundesland aktiv war.

## Geschichte

### 1945 bis 1956
Die CVP des Saarlandes wurde am 10. Januar 1946 als interkonfessionelle und regional ausgerichtete Sammlungsbewegung gegründet.
Bei der Landtagswahl im Saarland 1947 erreichte die CVP 51,2 % der Stimmen. Ihr Vorsitzender Johannes Hoffmann war vom 20. Dezember 1947 bis zum 29. Oktober 1955 Ministerpräsident des Saarlandes. Die Partei und der Ministerpräsident waren klare Befürworter des Saarstatuts und stellten sich damit gegen die neu gegründete CDU Saar, die mit der Parole „Kein Europa ohne Vaterland“ für eine Vereinigung des Saarlandes mit der Bundesrepublik Deutschland warb. 1952 konnte die Partei ihre absolute Mehrheit noch ausbauen, allerdings waren zu dieser Wahl wie auch 1947 keine Parteien zugelassen, die für eine Vereinigung mit der Bundesrepublik eintraten.
Mit dem Oktober-Referendum vom 23. Oktober 1955 sprach sich die saarländische Bevölkerung mit Zweidrittelmehrheit gegen das Europäische Saarstatut aus. Noch in der Nacht trat Johannes Hoffmann zurück. Bei der Landtagswahl im Dezember desselben Jahres erreichte die CVP nur noch knapp 22 Prozent. Kurz danach wurde Hubert Ney (CDU) Ministerpräsident und die CVP ging in die Opposition.

### 1956 bis 1959
Die CVP fusionierte vor diesem Hintergrund am 22. Juli 1956 mit der Deutschen Zentrumspartei zu einer Partei, die sich ebenfalls Christliche Volkspartei nannte. Die Eingliederung des Saarlands in die Bundesrepublik fand am 1. Januar 1957 statt.
Am 3. April 1957 trennten sich jedoch die beiden Parteien bereits wieder, da das Zentrum den Plan zum Anschluss an die CSU ablehnte und sich stattdessen an der Föderalistischen Union beteiligte. Die saarländische CVP trat zur Bundestagswahl 1957 dagegen als CSU/CVP auf, erreichte gut 21 Prozent der Stimmen im Saarland und gewann durch Listenverbindung mit der bayerischen CSU zwei Bundestagsmandate. Auch im Landtag wurde das Kürzel CSU/CVP verwendet. Im Februar 1959 wurde die CVP in die saarländische Landesregierung aufgenommen und vereinigte sich am 19. April 1959 mit der CDU Saar. Allerdings organisierten sich Gegner der Fusion in der Saarländischen Volkspartei, die 1960 kandidierte und in den Landtag einzog.

## Wahlergebnisse
- Wahlen im Saarland